# 51 av. J.-C.
Cette page concerne l'année 51 av. J.-C. du calendrier julien proleptique.

## Événements
- 11 novembre 52 av. J.-C. (1er janvier 703 du calendrier romain) : début à Rome du consulat de Servius Sulpicius Rufus et Marcus Claudius Marcellus[1].
- 31 décembre 52 av. J.-C. : César quitte Bibracte avec deux légions et lance un raid contre les Bituriges, qui se soumettent[2].
- Janvier : César écrase les Carnutes et établit deux légions à Cenabum dirigées par Trebonius[2].
- 7 mars : éclipse solaire observée à Rome[3],[4].
- Mars-avril : début du règne conjoint de Ptolémée XII Auletes Néos Dionysos et de ses enfants Cléopâtre VII (17 ans) et Ptolémée XIII Dionysos (10 ans)[5].
- Printemps : 
  - Le chef des Xiongnu du Sud Huhanye, en conflit avec le chanyu Zhizhi, se reconnaît vassal des Chinois en échange de leur soutien[6]. Zhizhi, vaincu dans la région de l'Orkhon, part fonder un nouveau royaume xiongnu (49 av. J.-C.) au Kazakhstan actuel, à l’ouest du lac Balkhach (Talas).
  - Jules César bat Corréos, chef des tribus gauloises bellovaques et véliocasses[2].
- Printemps/été : mort de Ptolémée XII[5].
- 31 juillet : Cicéron arrive à Laodicée et prend ses fonctions de proconsul en Cilicie (fin le 30 juillet 50 av. J.-C.)[7].
- Fin août : l’armée parthe conduite par Pacorus, fils d’Orodès II,  franchit l’Euphrate à Zeugma et marche vers Antioche[8]. Elle assiège le proconsul Bibulus dans la ville pendant l’hiver 51-50 av. J.-C., mais celui-ci profite des désordres intérieurs parthes pour lancer une contre-offensive et Orodès quitte la Syrie dans la deuxième moitié de 50 av. J.-C.[9].
- Septembre-octobre : siège et prise d’Uxellodunum, dernière résistance gauloise menée par le chef gaulois des Cadurques Lucterios[10]. César fait couper les mains de tous ceux qui ont pris les armes et les exhibe dans toute la Gaule, afin de décourager de nouvelles révoltes[2].
  - La Guerre des Gaules est terminée. César se rend en Aquitaine et reçoit la soumission les chefs locaux, puis répartit ses légions dans toute la Gaule pour qu’elles hivernent : quatre en Belgique, deux pour surveiller la côte atlantique, deux chez les Éduens, deux chez les Lémovices. Il passe lui-même l’hiver à Nemetocenna, en Belgique, après une tournée en Transalpine[2].
- Automne : le Sénat romain accorde à Jules César vingt jours de supplicationes, prières d'action de grâces aux dieux, à la suite de la publication de ses Commentaires sur la Guerre des Gaules. César organise systématiquement la Gaule, faisant preuve de clémence et de modération. La soumission de la Gaule lui donne un immense prestige et d’énormes moyens d’action. Son armée lui est dévouée et il a de l’argent[11].

- Début de la construction du forum de César à Rome[12].

## Naissances
- Caecilia Pomponia Attica, aristocrate romaine.
- Chengdi, empereur chinois de la dynastie des Han.

## Décès
- Julia minor, sœur de César, grand-mère maternelle du futur empereur Auguste.
- Poseidonios, philosophe grec stoïcien, à Rome (né à Apamée-sur-l'Oronte en -135).
- Ptolémée XII Aulète Néos Dionysos, souverain d’Égypte.